# Kimberley Rutil
Kimberley Lisa Melissa Rutil (* 5. August 1996 in Courcouronnes) ist eine französisch-kongolesische Handballspielerin, die für die Nationalmannschaft der Republik Kongo aufläuft.

## Karriere

### Im Verein
Rutil spielte für die Damenmannschaft des Vereins Saint Michel Sports, die in der dritthöchsten französischen Spielklasse antrat. Im Jahr 2020 verließ die Rückraumspielerin den Verein nach siebenjähriger Vereinsangehörigkeit und schloss sich dem französischen Zweitligisten Stella Saint-Maur Handball an. Mit Stella Saint-Maur Handball gewann die Linkshänderin im Jahr 2023 die Zweitligameisterschaft und stieg in die Division 1 auf. Seit der Saison 2024/25 steht sie beim Erstligisten Sambre Avesnois HB unter Vertrag.

### In Auswahlmannschaften
Rutil nahm mit der Nationalmannschaft der Republik Kongo an der Weltmeisterschaft 2021 teil und schloss das Turnier auf Platz 23 ab. Rutil erzielte im Turnierverlauf zehn Treffer. Im darauffolgenden Jahr gewann sie mit Kongo die Bronzemedaille bei der Afrikameisterschaft. Bei ihrer zweiten Teilnahme an einer Weltmeisterschaft im Jahr 2023, bei der sie 20 Tore warf, beendete Kongo das Turnier auf Rang 26.

## Sonstiges
Rutil schloss im Jahr 2020 ihre Ausbildung zur Hebamme ab. Diese Tätigkeit übt sie auch neben ihrer Laufbahn als Profihandballerin aus.